# Obrońca skarbów
Obrońca skarbów. Karol Estreicher – w poszukiwaniu zagrabionych dzieł sztuki – książka Marty Grzywacz opisująca odzyskanie skradzionego przez nazistów ołtarza Wita Stwosza z kościoła Mariackiego w Krakowie.
Jest to oparty na faktach fabularyzowany reportaż, którego pierwsze wydanie ukazało się w 2017 nakładem Wydawnictwa Naukowego PWN w formie książkowej oraz elektronicznej (e-book).

## Treść
Bohaterem monografii jest Karol Estreicher, historyk sztuki zaangażowany w rewindykację polskich dzieł sztuki zagrabionych w czasie II wojny światowej, zwłaszcza ołtarza Wita Stwosza, który tuż przed 1 września 1939 osobiście starał się ukryć w Sandomierzu. O tym, że okazało się to bezskuteczne dowiedział się będąc już na emigracji, ze wzmianki zamieszczonej 14 lutego 1940 w australijskim „Sydney Morning Herald”: „Słynny ołtarz z kościoła Mariackiego w Krakowie, autorstwa rzeźbiarza Wita Stwosza, uważany za największe dzieło gotyku w Europie, został zabrany do Niemiec”.
Estreicher przepojony poczuciem winy, że nie dość dobrze ukrył dzieło, podjął działania mające na celu odzyskanie nie tylko ołtarza, ale i innych utraconych dzieł sztuki. Razem z pracownikami Biura Rewindykacji Strat Kulturalnych przy Ministerstwie Prac Kongresowych w Londynie, którym kierował, stworzył katalog zatytułowany "Straty kultury polskiej pod okupacją niemiecką 1939–1944 wraz z oryginalnymi dokumentami grabieży".
Autorka wplata w reportaż wątki osobistych relacji Estreichera z pozostawioną w okupowanym kraju rodziną, co nadaje książce dynamiki. Podkreśla też rozdarcie stroniącego od polityki Estreichera, który staje przed dylematem „dla kogo w istocie stara się pozyskać zagrabione dzieła sztuki? Czy wielkie dzieła polskiej kultury powinny wrócić do kraju, który ponownie utracił niepodległość?”.
Książka ma charakter popularyzatorski i wpisuje się w nurt publikacji, które jako reportaże historyczne przybliżają dzieje zabytków w okresie wojennej zawieruchy.

## Odbiór
Publikacja była komentowana i recenzowana w mediach. Została pozytywnie oceniona i rekomendowana przez Instytut Książki, historia.org.pl, Histmag, Gazetę Wyborczą oraz innych recenzentów.
Była tematem wywiadów przeprowadzanych z jej autorką w 2017 m.in. przez Magdę Mołek w Dzień dobry TVN,  Michała Wójcika w Bukbuk, Adama Suprynowicza w II Programie Polskiego Radia i Justynę Majchrzak w IV Programie Polskiego Radia.
Fragmenty książki były przez tydzień czytane przez Grzegorza Kwietnia w audycji „To się czyta latem” w Radiowej Dwójce, a także wykorzystane przez Annę Legierską do stworzenia artykułu z kategorii Dziedzictwo w Culture.pl.
Książka jest laureatem nagrody internautów 2017 w plebiscycie „Historia zebrana. Konkurs i plebiscyt na najlepszą książkę historyczną”.